# Eien no kinō
Eien no kinō (永遠の昨日?, lett. "Eterno ieri", noto anche con il titolo internazionale Eternal Yesterday) è un dorama giapponese tratto dall'omonimo romanzo di Yūri Eda, pubblicato per la prima volta il 1º febbraio 2002 dalla casa editrice Kasakura Publishing.
La serie televisiva live action è stata trasmessa dal 21 ottobre 2022 al 9 dicembre 2022 sul blocco di programmazione di MBS Drama Shower.

## Trama
Nonostante le loro personalità opposte, il popolare studente delle superiori, Kōichi Yamada, e il suo introverso compagno di classe, Mitsuru Ōmi, sviluppano presto un'inusuale legame. Tuttavia, durante una fredda mattina invernale, mentre i due si incamminano verso la scuola, Kōichi viene investito da un camion, il quale si schianta sul marciapiede e scaraventa il ragazzo in aria. Mitsuru accorre e lo trova disteso sulla neve, gravemente ferito da capo a piedi, ma Kōichi si alza e cammina come se nulla fosse successo; il giovane non ha polso né battito cardiaco, ma è tecnicamente ancora "vivo". Mitsuru vuole preservare la vita scolastica normale di Kōichi, quindi chiede aiuto al rappresentante di classe e ai compagni. Sebbene inizialmente gli studenti e gli insegnanti trattino Kōichi senza troppi sospetti, ben presto molti di questi iniziano a dimenticarlo e gradualmente la figura del ragazzo rimarrà soltanto un lontano ricordo per Mitsuru, che nel frattempo si era innamorato di lui.

## Personaggi

### Principali
- Kōichi Yamada, interpretato da Rio Komiya
Studente delle superiori e membro della squadra di basket. Ha un temperamento allegro ed è molto popolare nella sua classe. Durante il tragitto per la scuola con Mitsuru, viene investito da un camion. Chiama affettuosamente Mitsuru "Micchan".[2]
- Mitsuru Ōmi, interpretato da Sora Inoue
Compagno di classe di Kōichi, ha una spiccata intelligenza ma ha difficoltà nelle relazioni interpersonali. Fa del suo meglio per proteggere Kōichi, che si ritrova in uno strano stato a seguito dell'incidente.[2]

### Secondari
- Sumiko Kagamiya, interpretata da Karen Ōtomo
Compagna di classe di Kōichi e Mitsuru. La sua famiglia gestisce un santuario shintoista e lei stessa è una sacerdotessa. Cerca di chiarire la situazione di Kōichi.[2]
- Ikumi Hashimoto, interpretata da Yui Narumi
Compagna di classe di Kōichi e Mitsuru. Ha una personalità allegra e socievole ed è l'anima della classe.[2]
- Capoclasse, interpretato da Taisuke Niihara
Indossa occhiali con montatura nera. È empatico nei confronti di Kōichi.[2]
- Masahiko Ogawa, interpretato da Yūichi Nakamura
Insegnante di letteratura moderna e docente tutor. Ha un carattere serio e pacato.[2]
- Tamaki, interpretato da Daichi Asai
Insegnante di biologia e docente tutor della classe accanto.[2]
- Madre di Kōichi, interpretata da Rie Kitahara
Madre solare e gentile. Cucina pasti deliziosi.[2]
- Nagisa Yamada, interpretata da Noa Tanaka
Sorella minore di Kōichi. Accoglie affettuosamente Mitsuru insieme a Minato.[3]
- Minato Yamada, interpretato da Nagisa Yoshimoto
Fratello minore di Kōichi. È un bambino in età prescolare.[3]
- Haruka Kasumi, interpretata da Ryōko Kobayashi
Medico internista. Ha una relazione adulterina con il direttore dell'ospedale. È una valida alleata di Mitsuru.[2]
- Toshiro Ōmi, interpretato da Yūki Matsumura
Direttore della clinica. Anche se è il padre di Mitsuru, i due si parlano a malapena.[2]

## Colonna sonora
La colonna sonora è composta da una canzone di apertura e una di chiusura.
1. Ayumu Imazu – Sunshower – 4:15 (testo: Ayumu Imazu – musica: Ayumu Imazu e Ryōsuke Imai)
2. Aoi Kubo – Eternal – 4:00 (testo: Aoi Kubo e Mio Aoyama – musica: Aoi Kubo)

## Episodi
| Nº | Messa in onda    |
| -- | ---------------- |
| 1  | 21 ottobre 2022  |
| 2  | 28 ottobre 2022  |
| 3  | 4 novembre 2022  |
| 4  | 11 novembre 2022 |
| 5  | 18 novembre 2022 |
| 6  | 25 novembre 2022 |
| 7  | 2 dicembre 2022  |
| 8  | 9 dicembre 2022  |

## Accoglienza
In un sondaggio condotto dal sito web giapponese Rankingoo, è stato chiesto agli utenti quale dorama li avesse fatti piangere maggiormente. Eien no kinō si è classificato al decimo posto, risultando l'unico dorama BL all'interno della classifica.
Francisca Santos di We Got This Covered ha inserito la serie al 19º posto nella lista dei migliori drama BL di sempre.

## Riconoscimenti
GagaOOLala Awards
- 2022 – Miglior Serie Drammatica

Modelpress Best Entertainment Awards
- 2022 – Candidato al Miglior Bacio